# Любовта към трите портокала (опера)
„Любовта към трите портокала“, op. 33, е опера от пролог и 4 действия (десет картини) на Сергей Прокофиев по едноименната пиеса на Карло Гоци (1761 г.).
Операта е завършена през 1919 г. в САЩ. Премиерата ѝ е на 12 декември 1921 г., на френски език, в Чикаго. На руски е изпълнена през 1927 г. в Ленинград. Либретото е на Прокофиев, френското либрето – на Прокофиев и Вера Янакопулос. Оперният марш несъмнено е най-известният пасаж в произведението. Популярност придобива и скерцото.

## История
Приказната опера е основана на фантастичната приказка „Любовта към трите портокала“ (1761) от Карло Гоци, вдъхновена от приказката за Трите цитрона в сборника „Приказката на приказките“ (1634 – 1636; история № V-9) от Джамбатиста Базиле. Известният и революционен режисьор Всеволод Мейерхолд открива пиесата на Гоци благодарение на Гийом Аполинер и я взема за заглавие на своето авангардно списание. Именно чрез Мейерхолд Прокофиев открива пиесата на Гоци.
Прокофиев написва либретото на руски, но именно във френската версия операта е представена на 30 декември 1921 г. в Чикаго под ръководството на композитора и благодарение на подкрепата на театралната ръйоводителка Мери Гардън. Успехът сред публиката е голям, но критици отбелязват липсата на мелодия. След това операта е представена в Кьолн (1925), Берлин (1926), след това в руска версия в Ленинград и Москва (1927). Франция чака до 1956 г., за да види първото изпълнение на „Любовта към трите портокала“.
Френската версия има голямата заслуга за френскоговорещия зрител, че позволява добро разбиране на диалозите, ако не и на самата история. Наистина, базирано на приказката на Карло Гоци, либретото преплита няколко интриги, въвежда магически герои и Комедия дел арте, за да достигне ниво на чудачество, рядко срещано в операта.

## Резюме
Трагиците, Комиците, Лириците и Празноглавците спорят със спусната завеса кой драматичен жанр е по-добър. Спорът прераства в сбиване. Чудаците разделят битещите се. В това време пристига глашатаят. Той съобщава, че престолонаследникът страда от хипохондрична болест.
Операта проследява приключенията на принца, когото Труфалдино, специалист по шеги и номера, е натоварен да излекува чрез смях. Това е възложено и на министър-председателя Леандър, таен недробожелател на принца.
Труфалдино е подпомогнат от мага Челио, който се противопоставя на ефективната Фата Моргана, вещица, свързана с Леандър и Кларис (те искат да заемат мястото на принца, когато той умре). Фата Моргана проклина принца с „любовта към трите портокала“, пазени от ужасен пазач. Принцът успява с помощта на Челиус, който му казва къде са и че трябва да се отворят близо до вода, дава му магичен лък и помощ от демона Фарфарело. Принцът, придружен от Труфалдино, се справя, но докато са в пустинята и той спи, Труфалдино отваря два портокала и от тях излизат принцесите Линета и Николета и молят за вода; без нея те умират от жажда. Потресен, Труфалдино се скрива. Когато принцът се събужда, той отваря последния портокал, от който излиза принцеса Нинета. Веднага се влюбват, а Чудаците, съжалявайки ги, носят кофа с вода на сцената, благодарение на която Нинета не умира. След още перипетии, в отсъствието на принца, Фата Моргана я превръща в огромен плъх и я заменя с робинята си Смералдина. След няколко последни приключения принцеса Нинета приема отново човешка форма и се омъжва за принца.

## Действащи лица
- Кралят Треф (Спатия), крал на измислена държава, чиито дрехи са подобни на карти за игра, бас
- Принцът, негов син, тенор
- Принцеса Клариче, племенница на краля, мецосопрано
- Леандър, министър-председател на краля, облечен като поп пика, бас-баритон
- Труфалдино, жонгльор, тенор
- Панталон, кралски съветник, баритон
- Челио, маг, покровител на краля, бас
- Фата Моргана, вещица покровителка на Леандър, сопрано
- Линета, принцеса, заключена в портокал, контраалт
- Николета, принцеса, заключена в портокал, мецосопрано
- Нинета, принцеса, заключена в портокал, сопрано
- Готвачката, дрезгав бас [6] (трансвестит)
- Фарфарело, демон,[7] баритон
- Смералдина, арапска слугиня на Фата Моргана, мецосопрано
- Вестителят, бас
- Церемониалмайсторът, тенор
- Тръбач (басов тромбон), Чудаци (пет тенора и пет баса), Трагици (баси), Комици (тенори), Лирици, Празноглави, Дяволчета, Доктори, Придворните (целия хор) и др.

Оркестър: струнни, 1 пиколо, 2 флейти, 1 английски валдхорн, 3 кларинета, 3 фагота, 6 валдхорни във фа, 3 тромбона, 1 туба, тимпани, бас барабан, триъгълник, барабан, там-там, камбани, ксилофон, 2 арфи.

## Избрана дискография
| Оркестър                      | Хор                         | Диригент       | Марка                   | Година                   |
| ----------------------------- | --------------------------- | -------------- | ----------------------- | ------------------------ |
| Оркестър на Московското радио | Хор на радио Москва         | Джемал Далга   | Period (Thrift Edition) | 1950 г. Руска версия     |
| Оркестър на Лионската опера   | Хор на Лионската опера      | Кент Нагано    | Virgin Classics         | 1989 г. Френска версия   |
| Оркестър на Кировския театър  | Хор на Кировския театър     | Валери Гергиев | Philips Classics        | 2001 г. Руска версия     |
| Австралийска опера и балет    | Хор на Австралийската опера | Ричард Хикокс  | Chandos Records         | 2005 г. Английска версия |

## Адаптации
От своята опера Прокофиев композира оркестрова сюита, оп. 33bis, състояща се от шест движения (продължителност от 15 до 20 минути) и с премиера в Париж на 29 ноември 1925, както и транскрипция за пиано на Марша и Скерцото, оп. 33 (1922).
Шестте движения на сюитата са:
- 1. Присмехулниците (Vivo). Това е резюме на сцените, в които се появяват тези герои. Също така това парче не е в операта.
- 2. Магьосникът Челио и Фата Моргана играят на карти (адска сцена) (Allegro moderato - Più mosso). Това е адският танц на дяволите около играта на карти на двамата главни герои.
- 3.Марш (Tempo di Marcia). Той се завръща няколко пъти в операта, особено по време на сцените с принца.
- 4. Скерцо (Allegro con brio). Описва бягството на принца и Труфалдино, след като Фата Моргана им нарежда да откраднат трите портокала.
- 5. Принцът и принцесата (Andantino - Poco più mosso - Tempo I). Любовният дует между двамата герои, но постоянно обезпокояван от коментарите на Смешните. Този пасаж е напълно прекомпозиран и остава далеч от оригиналната партитура.
- 6. Бягството (Allegro - Andante assai - Allegro con brio). Съответства на финалната сцена: бягството на заговорниците, подпомогнато от Фата Моргана. Прокофиев модифицира края, за да завърши брилянтно сюитата, като се връща към темата за бягството.

Избрана дискография на Сюитата, op. 33bis
| Оркестър                       | Диригент        | Марка          | Година |
| ------------------------------ | --------------- | -------------- | ------ |
| Национален симфоничен оркестър | Леонард Слаткин | RCA Victor     | 1998   |
| Национален оркестър на Франция | Лорин Маазел    | Sony Classical | 1991   |